# Ludwig Bachmann (Schachhistoriker)

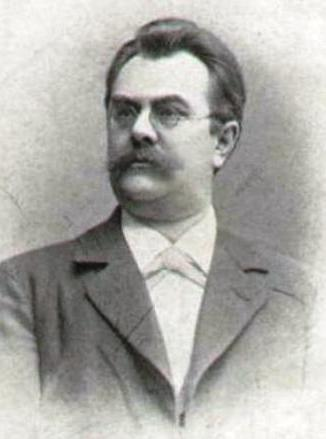
Ludwig Bachmann, um 1903

Ludwig Ernst August Bachmann (* 11. August 1856 in Kulmbach; † 22. Juni 1937 in München) war ein deutscher Schachhistoriker. Mit seinen zahlreichen Veröffentlichungen zählte er zu den produktivsten deutschen Schachschriftstellern.

## Leben
Nach dem Besuch des Gymnasiums in Bayreuth und der Technischen Hochschule in München arbeitete Ludwig Bachmann in der bayerischen Eisenbahnverwaltung. Seit 1909 war er bei der Eisenbahndirektion (seit 1920 Reichsbahndirektion) Ludwigshafen am Rhein beschäftigt. Schließlich trat er 1923 in den Ruhestand und siedelte nach München über.
Wegen seiner dienstlichen Inanspruchnahme entschied sich Bachmann frühzeitig dafür, sein Interesse am Schachspiel auf die literarische Seite und das Studium der Schachgeschichte zu konzentrieren. Die zu diesem Zweck aufgebaute große Schachbücherei ging nach seinem Tod in die Münchener Staatsbibliothek über.

## Beitrag zur Schachgeschichte
Als Schachautor verlegte sich Bachmann, der auch ein erfolgreiches Anfänger-Lehrbuch verfasste, auf die Erforschung der Geschichte des Spiels. Sein Interesse umfasste dabei die gesamte Entwicklung vom 16. Jahrhundert bis zur Ära der zeitgenössischen Schachmeister. Erstmals gab er 1891 in Passau und danach unter dem Titel „Geistreiche Schachpartien alter und neuer Zeit“ bzw. schließlich von 1897 fortlaufend bis 1930 das „Schachjahrbuch“ heraus. Unter den teilweise sehr umfangreichen Monografien befinden sich Biografien über Adolf Anderssen, Wilhelm Steinitz und Harry Nelson Pillsbury sowie eine Darstellung zur „Entwicklungsgeschichte des praktischen Schachspiels“.
Bachmann wertete die für die meisten Schachspieler nur schwer zugängliche ältere Literatur einschließlich der Schachzeitschriften sorgfältig aus. Seine Publikationen tragen den Charakter von Überblicksdarstellungen, die durch umfangreiches Partienmaterial aufgelockert werden. Bachmann gab in der Regel die verwendete Literatur an, verzichtete jedoch meist auf Einzelnachweise. Obgleich seine Bücher im Einzelnen vielfach als überholt zu betrachten sind, behaupten Bachmanns detailreiche und flüssig geschriebene Werke bis in die Gegenwart ihren Platz unter den historischen Darstellungen zur Entwicklung des Schachspiels.

## Schachkomposition
Bachmann publizierte um die Jahrhundertwende einige Endspielstudien und Schachaufgaben.

## Schriften
- Professor Adolph Anderssen, der langjährige Vorkämpfer deutscher Schachmeisterschaft. 2. Auflage. Ansbach 1914.
- Schachmeister Steinitz. 4 Bände. Ansbach 1920–1921. Nachdruck in zwei Bänden: Zürich 1980, ISBN 3-283-00080-8.
- Aus vergangenen Zeiten. Bilder aus der Entwicklungsgeschichte des praktischen Schachspiels. 2 Bände. Berlin 1920–1922.
- Das Schachspiel und seine historische Entwicklung. Leipzig/Berlin 1924. Nachdruck: Leipzig 1980, ISBN 3-921695-35-X.
- Die ersten Anfänge der Schachtheorie. Eine historische Skizze nach den neuesten Quellen. Leipzig 1926.
- Schachmeister Pillsbury. 3. Auflage. Ansbach 1930. Nachdruck: Zürich 1982, ISBN 3-283-00052-2.